# Francisco García de la Cruz y Obregón
Francisco García de la Cruz y Obregón Sánchez-Tejada y Peralta (Oviedo , h.1718 , hijodalgo de arraigado abolengo Salmantino, fue un hombre de estado español y consejero de S.M., Alcalde de la Casa y Corte, Ministro del Real Consejo de Órdenes y caballero de la Orden de Calatrava.

## Biografía

### Orígenes familiares
Francisco nació en Oviedo, en 1718, hijo de otro que fue magistrado de S.M., don José García de la Cruz y Sánchez-Tejada, Alcalde de la Casa y Corte, Alcalde de la Chancillería de Valladolid, natural de Peñaranda de Bracamonte (Salamanca) y de doña María Jerónima de Obregón. El entramado familiar de Francisco García de la Cruz y Obregón es clarificador de los complejos lazos que existían entre las familias de más raigambre. 
Por la línea paterna estaban emparentados con los Ocampo y con los La Calle, la hermana del abuelo se había casado con Juan de La Calle,
Consejero del Consejo de Indias y del Consejo de Cruzada: tenían por esta línea parientes militares, capitanes de infantería en Flandes, oficiales del Santo Oficio y colegiales en Santa Cruz y en el Colegio de Maese Rodrigo de Sevilla. 
Por línea materna, el abuelo, Géronimo de Obregón, había sido almirante del mar, capitán de galeras, y un primo coronel de caballerías, teniendo otros familiares vinculados al ejército.

### Cargos al servicio de S.M. el Rey Carlos III
Francisco García de la Cruz y Obregón, "tomista, estudioso", pero con corto concepto de letrado, ocupaba en 1765 una de las alcaldías del crimen, empleo que dejó en 1767 tras ser ascendido a oidor. Corregidor de Guipúzcoa desde 1774, se incorporó cuatro años después a la sala de alcaldes de la Casa y Corte, donde permaneció por espacio de diez años hasta que en julio de 1784 fue nombrado consejero de Órdenes; de allí pasó, a los cinco años, al Consejo de Castilla en la vacante ocurrida por fallecimiento de Blas de Hinojosa.

### Obras Pías en Peñaranda de Bracamonte
Francisco García de la Cruz fundó una escuela de primeras letras y una preceptoría de gramática en la villa de la que provenían sus raíces familiares, Peñaranda de Bracamonte (Salamanca), bajo tutela municipal, gratuita, a principios del siglo XIX en el mismo lugar que hoy ocupa el Centro de Desarrollo Socio Cultural de la Fundación Germán Sánchez Ruipérez de dicho municipio.
| Predecesor: ?                | Alcalde del Crimen 1765 – 1767                                                             | Sucesor: ? |
| Predecesor: ?                | Oidor de la Sala de lo civil de la Real Audiencia y Chancillería de Valladolid 1767 – 1774 | Sucesor: ? |
| Predecesor: ?                | Corregidor de Guipúzcoa 1774– 1778                                                         | Sucesor: ? |
| Predecesor: ?                | Alcalde de la Casa y Corte 1778– 1784                                                      | Sucesor: ? |
| Predecesor: Blas de Hinojosa | Ministro del Real y Supremo Consejo de Castilla 1789 – ?                                   | Sucesor: ? |